# Montignargues
Montignargues település Franciaországban, Gard megyében. Lakosainak száma 559 fő (2022. január 1.). Montignargues La Rouvière, Saint-Bauzély, Saint-Geniès-de-Malgoirès és Montagnac községekkel határos.

## Népesség
A település népességének változása:
| Lakosok száma | 91   | 180  | 205  | 554  | 622  | 612  | 597  | 578  | 566  | 559  |
|               | 1968 | 1982 | 1990 | 2006 | 2013 | 2015 | 2017 | 2019 | 2020 | 2022 |